# Rosa Enguix Alemany
Rosa Enguix Alemany (Dénia, 1945) és una arqueòloga valenciana.

## Trajectòria professional
Llicenciada en Filosofia i Lletres per la Universitat de València (1966-1971), va realitzar la memòria de Llicenciatura sobre la Història de la Investigació de la Cultura Ibèrica, dirigida per Julián San Valero (Universitat de València, 1971).
Com a investigadora es troba vinculada al SIP (Servei d'Investigació Prehistòrica del Museu de Prehistòria de València) des de 1971.
Les seues línies de recerca s'han centrat en la Cultura ibèrica, la cultura material de l'Edat del Bronze així com la Historiografia de la Prehistòria valenciana.
Tot i centrar-se en la investigació de l'Edat del Bronze, no va abandonar l'estudi d'altres períodes. En esta línia d'investigació va dirigir en 1975 l'excavació d'un taller d'àmfores romanes a Oliva, que publicà juntament amb Carmen Aranegui en la sèrie Treballs Varis del Servei d'Investigació Prehistòrica en 1977.